# Justyna Kiliańczyk-Zięba
Justyna Urszula Kiliańczyk-Zięba – polska literaturoznawczyni, dr hab. nauk humanistycznych, adiunkt Katedry Edytorstwa i Nauk Pomocniczych  Wydziału Polonistyki Uniwersytetu Jagiellońskiego.

## Życiorys
18 kwietnia 2005 obroniła pracę doktorską Jan Januszowski - pisarz, tłumacz i wydawca, 11 maja 2016 habilitowała się na podstawie pracy zatytułowanej Sygnety drukarskie w Rzeczypospolitej XVI wieku. Źródła ikonograficzne i treści ideowe. Jest adiunktem Katedry Edytorstwa i Nauk Pomocniczych  Wydziału Polonistyki Uniwersytetu Jagiellońskiego.